# 小谷心太郎
小谷 心太郎（こたに しんたろう、1909年（明治42年）1月18日 - 1985年（昭和60年）6月18日）は、昭和期の歌人。
岡山県出身（大阪市北区出身とも）。福岡中学（現・福岡県立福岡高等学校）卒業後、東京帝国大学へ進み、東大在学中の1932年（昭和7年）に「アララギ」に入会、斎藤茂吉に師事。1936年、サイパンに赴任。戦時中は海軍に従軍し戦場詠を詠んだ。
終戦の後は「新泉」、「アザミ」に入り活動する。1958年、「童牛」創刊。1977年に「宝珠」で第4回日本歌人クラブ賞を受賞。1985年死去、享年76。

## 著作
- 宝珠(歌集)
- 短歌覚書(評論集)